# Wiaczasłau Szwied
Wiaczasłau Witalewicz Szwied (biał. Вячаслаў Віталевіч Швед, ros. Вячеслав Витальевич Швед, Wiaczesław Witaljewicz Szwied; ur. 7 października 1956 w Grodnie) – białoruski historyk, doktor nauk historycznych (odpowiednik polskiego stopnia doktora habilitowanego), wykładowca i profesor Grodzieńskiego Uniwersytetu Państwowego im. Janki Kupały, w 2013 roku zwolniony z uczelni, zdaniem niektórych źródeł z przyczyn politycznych.

## Życiorys

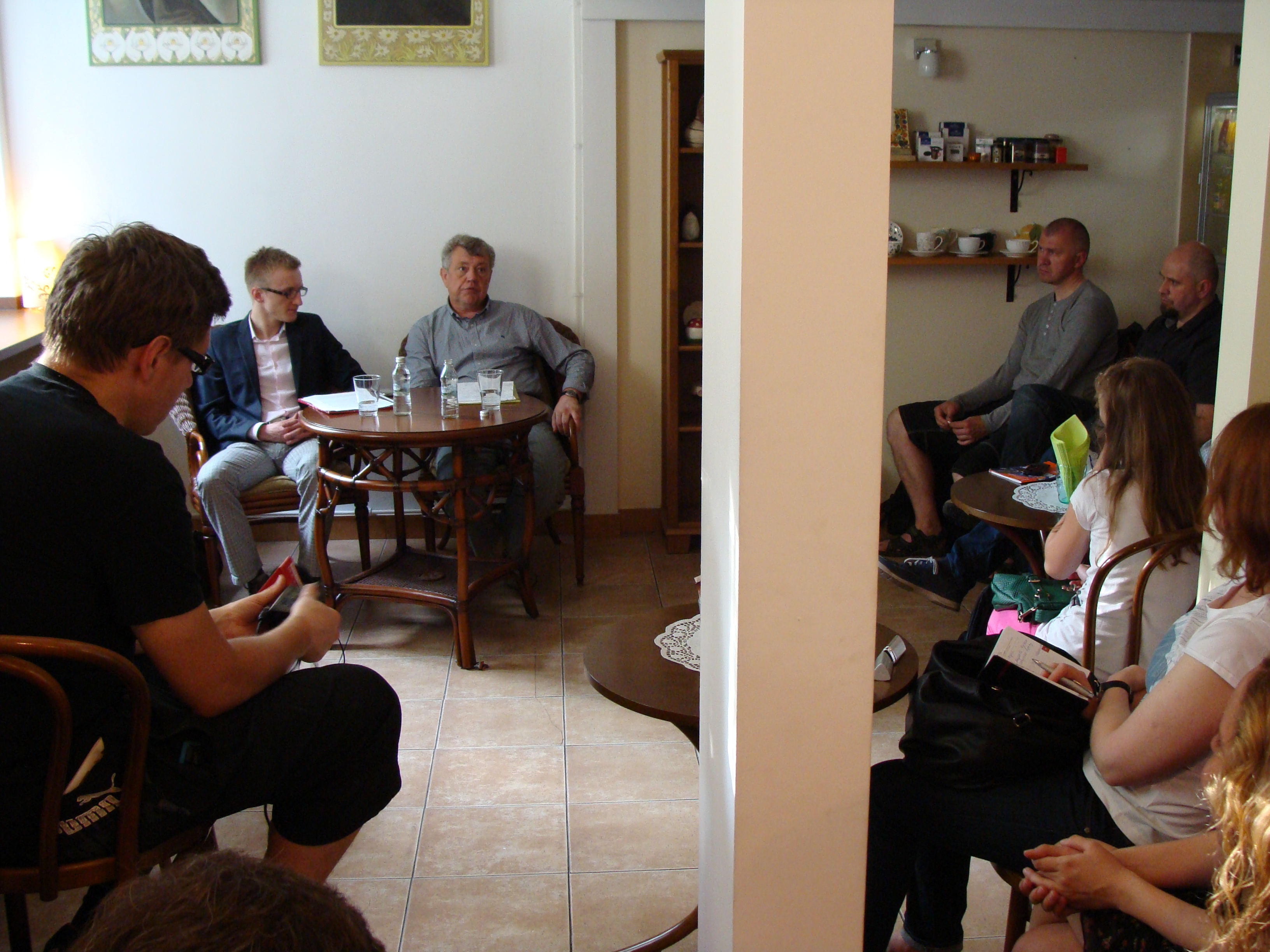
Wiaczasłau Szwied podczas spotkania w Głównej Księgarni Naukowej w Warszawie, 7 czerwca 2013 roku

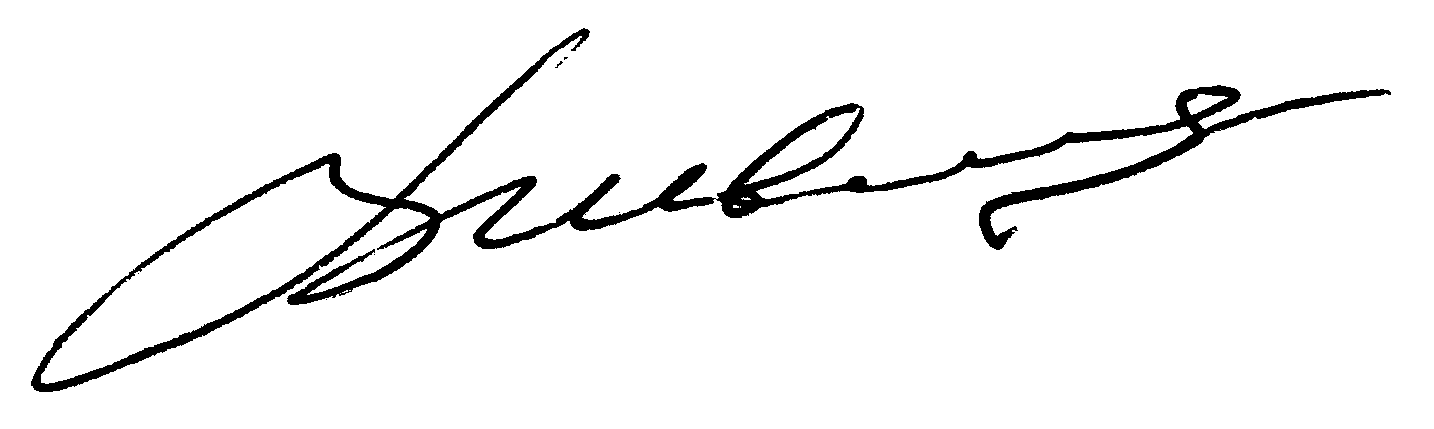
Podpis Wiaczasłaua Szwieda

Urodził się 7 października 1956 roku w Grodnie, w obwodzie grodzieńskim Białoruskiej SRR, ZSRR, w rodzinie robotników. W 1979 roku ukończył studia na Oddziale Historii Wydziału Historii Białoruskiego Uniwersytetu Państwowego (BUP). W latach 1979–1983 studiował zaocznie na aspiranturze BUP, a w latach 1995–1998 – na doktoranturze BUP. W tym okresie wpływ na formowanie jego poglądów naukowych mieli kandydat nauk historycznych P. Krauczanka, doktor nauk historycznych, profesor I. Arżechouski, doktor nauk historycznych, profesor P. Bryhadzin. W 1984 roku obronił dysertację kandydacką pt. Handel na Białorusi w okresie kryzysu stosunków feudalno-pańszczyźnianych (lata 30.–50. XIX wieku), uzyskując stopień kandydata nauk historycznych (odpowiednik polskiego stopnia doktora). Jego kierownikiem naukowym był kandydat nauk historycznych, docent M. Baranawa. W 2001 roku (według innego źródła – w 2002 roku) obronił dysertację doktorską pt. Życie społeczno-polityczne na ziemiach Białorusi (1772–1863), uzyskując stopień doktora nauk historycznych (odpowiednik polskiego stopnia doktora habilitowanego).
W latach 1974–1979 (według innego źródła – od 1979 roku) pracował jako nauczyciel historii i wiedzy o społeczeństwie w Szkole Średniej w Horodyszczu w rejonie baranowickim. W latach 1982–1995, 1998–2001 i od 2005 roku był wykładowcą na Katedrze Historii Państw Słowiańskich Grodzieńskiego Uniwersytetu Państwowego im. Janki Kupały (GUP). W latach 2001–2005 był prorektorem ds. pracy naukowej w Grodzieńskim Państwowym Obwodowym Instytucie Podwyższenia Kwalifikacji i Przekwalifikowania Kadry Kierowniczej i Specjalistów Edukacji. 1 września 2005 roku został profesorem Katedry Historii Państw Słowiańskich GUP. Od marca 2007 roku był profesorem Katedry Białoruskiej Kultury i Turystyki Regionalnej, wykonującym obowiązki kierownika, a od marca 2008 roku kierownikiem tej katedry.
W marcu 2013 roku Wiaczasłau Szwied został pozbawiony stanowiska kierownika katedry, 1 kwietnia Rada Uniwersytetu nie wybrała go w konkursie na stanowisko profesora, a 4 kwietnia został zwolniony pracy na Uniwersytecie. Szwied wystąpił wówczas z listem otwartym do społeczności akademickiej, w którym stwierdził, że była to decyzja o charakterze politycznym, spowodowana nieprzychylnym przyjęciem przez białoruskie władze książki „Hrodnaznaustwa. Historyja jeurapiejskaha horada”. Wcześniej na osobiste polecenie przewodniczącego Grodzieńskiego Obwodowego Komitetu Wykonawczego Siamiona Szapiry z uczelni został dyscyplinarnie zwolniony inny współautor książki, docent Andrej Czarniakiewicz. Autorzy książki byli także wzywani na rozmowy do Komitetu Bezpieczeństwa Państwowego. W proteście przeciwko prześladowaniom politycznym z Uniwersytetu zwolnił się starszy wykładowca Ihar Kuzminicz, krytykę wyraził także m.in. Krzysztof Zanussi.

## Działalność naukowa
Wiaczasłau Szwied w swojej pracy naukowej zajmuje się badaniem rozwoju społeczno-ekonomicznego i politycznego ziem obecnej Białorusi w pierwszej połowie XIX wieku, ich rozwoju społeczno-politycznego w latach 1772–1863, historii Grodna i Grodzieńszczyzny od X do XX wieku oraz rozwoju turystyki na Poniemniu. Na początku 2009 roku był autorem 257 prac naukowych, 9 naukowo-metodycznych oraz 8 autorskich i twórczych, m.in.:
- (razem z Alesiem Hoscieuem): Kronan: Letapis horada na Niomanie (1116–1990 hh.). Grodno: 1993. (biał.). Brak numerów stron w książce;
- Torgowla w Biełarusi w pieriod krizisa fieodalizma (1830–1850-e gg.). Grodno: 1995. (ros.). Brak numerów stron w książce;
- Padziei i postaci hrodzienskaj dauniny. Grodno: 1995. (biał.). Brak numerów stron w książce;
- (razem z Alesiem Hoscieuem): Horadnia: Apowiady z historyi horada (siaredzina 16 – kaniec 18 st.). Grodno: 1997. (biał.). Brak numerów stron w książce;
- Biełaruskija staronki historyi dziekabrystau. Mińsk: 1998. (biał.). Brak numerów stron w książce;
- Pamiż Polszczaj i Rasijaj: Hramad.-palitycz. życcio na ziemlach Biełarusi (1772–1863 hh.). Grodno: 2001. (biał.). Brak numerów stron w książce.

## Odznaczenia
- Medal „Za zasługi przed Grodzieńskim Uniwersytetem Państwowym im. Janki Kupały”[4].